# Barngöl (Gladhammars socken, Småland)
Barngöl är en sjö i Västerviks kommun i Småland och ingår i Botorpsströmmens huvudavrinningsområde.